# Zona di frattura di Clipperton

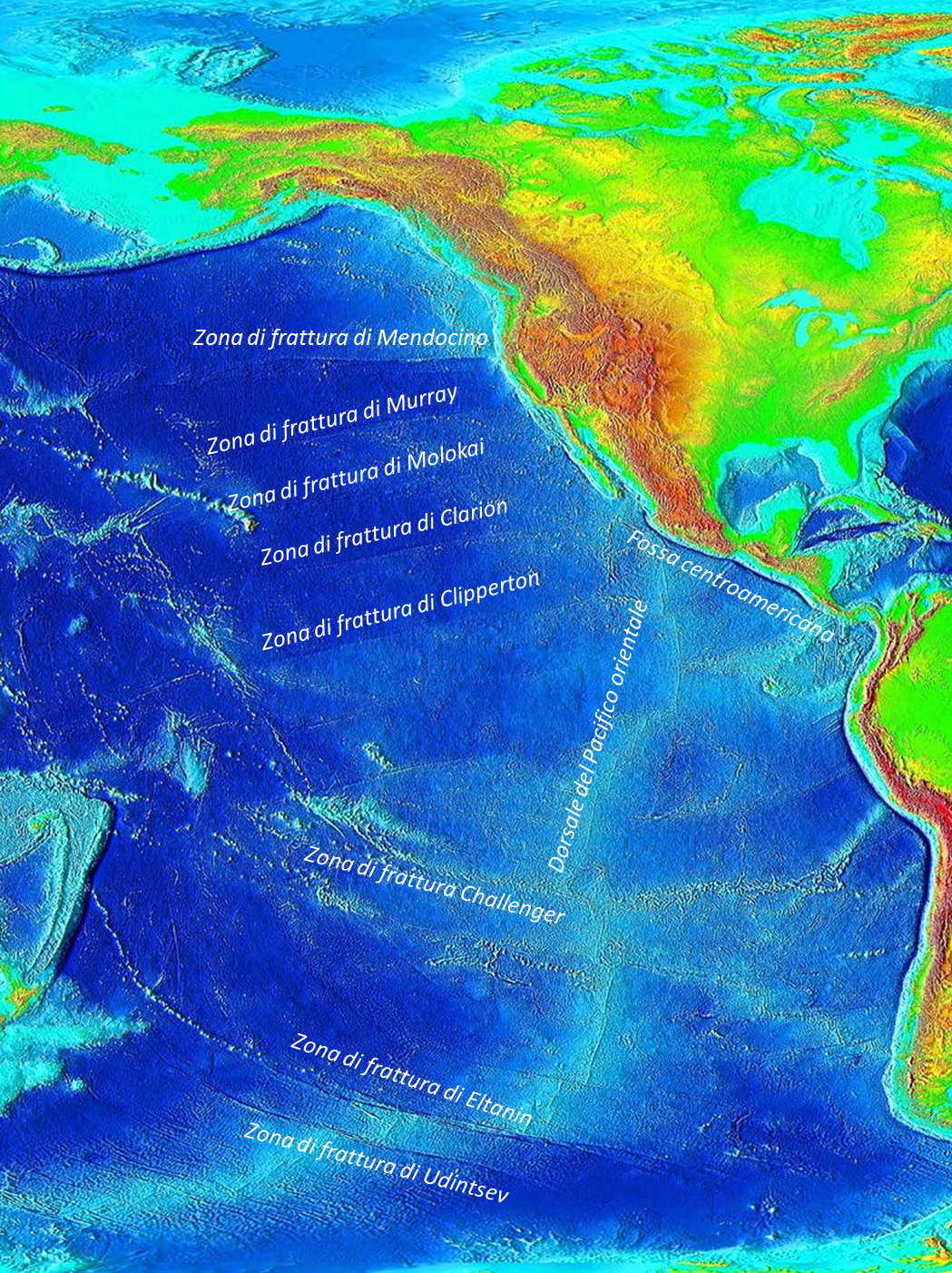
La zona di frattura di Clipperton è la più meridionale delle cinque principali zone di frattura dell'oceano Pacifico settentrionale.

Con l'espressione zona di frattura di Clipperton si indica sia una zona di frattura che la faglia trasforme a essa associata situata sul fondale dell'oceano Pacifico nord-equatoriale. La lunghezza dell'intera formazione è di circa 7240 km. Questa è la più meridionale delle cinque grandi zone di frattura scoperte sul fondo del Pacifico settentrionale dall'Istituto oceanografico Scripps nel 1950; procedendo verso nord, le altre zone di frattura sono quelle di Clarion, di Molokai, di Murray e di Mendocino. 

## Estensione e struttura
La zona di frattura di Clipperton si estende in direzione est-nord-est a partire da un'area in prossimità della Sporadi Equatoriali (conosciute anche come Isole della Linea), all'incirca ad una longitudine di 153°W e ad una latitudine di 2°N, fino ad arrivare nelle vicinanze della fossa centroamericana, al largo della costa dell'America Centrale, ad una latitudine di 10°N, formando una linea più o meno alla stessa latitudine delle isole Kiribati e dell'isola di Clipperton. 
Come detto, in letteratura si tende ad identificare con questo nome anche la faglia trasforme associata a questa zona di frattura. La faglia in questione, una delle tre grandi faglie trasformi che tagliano la regione settentrionale della dorsale del Pacifico orientale (le altre due sono la faglia di Orozco, più a nord, e la faglia di Siqueiros, più a sud), è una faglia a scorrimento laterale destro e taglia la suddetta dorsale ad una latitudine di circa 10°15'N, dislocando i due rami di dorsale di circa 85 km, con quello più a ovest situato ad una longitudine di 104°20'W e quello più a est situato a 103°30'W.
L'analisi delle anomalie magnetiche del fondo marino lungo i due lati della zona di frattura, unitamente alla sua lunghezza, hanno permesso di ipotizzare che la zona di frattura sia la traccia di un'attività di allargamento del fondale, e quindi di fagliazione, risalente ad almeno 80 milioni di anni fa. Osservando poi nel dettaglio la direzione di propagazione di questa zona di frattura, così come quella delle altre quattro più a nord, è stato possibile identificare almeno cinque possibili fasi di accrescimento del fondale, ognuna con una direzione significativamente diversa, di cui la terza, avvenuta attorno ad un polo di rotazione posto alle coordinate 79°N, 111°E, è stata quella dalla durata più lunga.
Lungo il corso della zona di frattura, che risulta piuttosto montagnosa per una zona di frattura di questo tipo, si possono individuare inoltre alcune zone dalle caratteristiche topografiche comuni, ad esempio: nell'intervallo di longitudine 127°-113° W, è presente un ampio e basso solco lungo circa 1450 km, con una depressione centrale larga dai 16 ai 50 km; più a est, nell'intervallo 113°-107° W, è invece presente una catena montuosa sottomarina ricca di vulcani (le cui altezze arrivano ai 5500 m dal fondo marino) larga 100 km e lunga 530 e con una profonda e stretta fossa sul lato settentrionale; nell'intervallo 107°—101° W, la zona di frattura ha di nuovo l'aspetto di un basso solco con una depressione centrale avente una profondità che va dai 360 ai 750 m, in questo intervallo si ha poi, come già descritto sopra, la presenza della faglia trasforme; adiacente a questa zona c'è poi una regione, compresa nell'intervallo 101°-96° W, caratterizzata da una netta virata della direzione che da ovest/est diventa sud-ovest/nord-est la quale comprende la dorsale di Tehuantepec, che si estende per circa 650 km verso nord-est, fino ad arrivare al margine continentale.
Sebbene la comunità scientifica identifichi, come detto, il margine occidentale della zona di frattura di Clipperton alla longitudine di 153°W, spesso la fossa di Nova-Canton, una depressione compresa nell'intervallo 165°30' - 172°30'W, è vista come un'estensione di questa formazione.

## Ecosistema abissale
Nel 2016, durante uno studio del fondale nei pressi della zona di frattura di Clipperton, in un'area pensata come possibile sito per un'escavazione a scopi di sfruttamento delle risorse minerarie, è stata scoperta una incredibile abbondanza e varietà di forme di vita marine, di cui più della metà sconosciute. Tale esplorazione, facente parte del progetto ABYSSLINE, è stata condotta con un mezzo a controllo remoto ed ha interessato quattro diverse aree della regione orientale della zona di frattura. Le specie appartenenti all'ecosistema abissale trovato sembrano essere fortemente dipendenti dai noduli polimetallici presenti sul fondale, il che lascia pensare che un'escavazione mirata allo sfruttamento di tali risorse minerarie avrebbe un impatto forse addirittura devastante su tali forme di vita.